# 阿卜杜拉赫曼·奇亚尼
阿卜杜拉赫曼·奇亚尼（法語：Abdourahamane Tchiani，又名奥马尔·奇亚尼，尼日尔陆军上将，曾任尼日尔总统卫队指挥官。在2023年尼日爾政變期间，奇亚尼在逮捕总统穆罕默德·巴祖姆的行动中发挥关键作用，随后更在2023年7月28日自行宣布成为“保卫祖国国家委员会主席”（即军政府的国家元首）。2025年3月起宣誓就任过渡总统。

## 早年生活
阿卜杜拉赫曼·奇亚尼是蒂拉贝里大区人，当地是尼日尔陆军在国家西部的主要兵源地。

## 军旅生涯
2011年，奇亚尼成为总统卫队指挥官，是总统穆罕默杜·优素福的亲密盟友，2018年获优素福晋升为将军。2015年，奇亚尼被控密谋推翻优素福政府，相关指控被他在法庭上否认。
2021年，奇亚尼率领总统卫队挫败一场未遂政变。当时，一支军事部队在离优素福下台、总统当选人穆罕默德·巴祖姆正式上台还有两天的时候，占领了总统府。巴祖姆正式上台后，保留了奇亚尼的职位。

## 正式掌权
2023年7月26日，奇亚尼率领总统卫队发起政变行动，拘禁位于首都尼亞美总统府的巴祖姆。消息人士透露，在7月24日的内阁会议中，巴祖姆决定解除奇亚尼的职务，导致两人关系陷入紧张。
7月28日，奇亚尼在萨赫勒电视台发表全国讲话，自行宣布成为保卫祖国国家委员会主席（国家元首）。他表示之所以发起政变行动，是为了避免国家“逐渐且不可逆转地消亡”。他批评巴祖姆竭力掩盖国家的“残酷现实”，即“大量人死亡、流离失所、遭到羞辱、感到沮丧”。他还批评安全战略无效，但没有给出恢复文官统治的时间表。